# Up the Down Staircase
Up the Down Staircase is een Amerikaanse dramafilm uit 1967 onder regie van Robert Mulligan. Het scenario is gebaseerd op de gelijknamige roman uit 1964 van de Amerikaanse auteur Bel Kaufman.

## Verhaal
Sylvia Barrett is een nieuwe lerares in een school in een achterstandswijk van New York. Ze moet lesgeven in vreselijke omstandigheden en de directie houdt zich alleen bezig met regeltjes. Sylvia volhardt en dringt door tot haar leerlingen.

## Rolverdeling
| Acteur             | Personage             |
| ------------------ | --------------------- |
| Sandy Dennis       | Sylvia Barrett        |
| Patrick Bedford    | Paul Barringer        |
| Eileen Heckart     | Henrietta Pastorfield |
| Ruth White         | Beatrice Schacter     |
| Jean Stapleton     | Sadie Finch           |
| Sorrell Booke      | Dokter Bester         |
| Roy Poole          | Mijnheer McHabe       |
| Florence Stanley   | Ella Friedenberg      |
| Vinnette Carroll   | Moeder                |
| Janice Mars        | Juffrouw Gordon       |
| Loretta Leversee   | Lerares               |
| John Callahan      |                       |
| Denis Fay          |                       |
| Otto Lomax         |                       |
| Martha Greenhouse  | Alberta Kagan         |
| María Landa        | Carole Blanca         |
| Robert Levine      | Mijnheer Osborne      |
| Elena Karam        | Frances Eagen         |
| Frances Sternhagen | Charlotte Wolf        |
| Candace Culkin     | Linda Rosen           |
| Lew Wallach        | Lou Martin            |
| John Gerstad       | Leraar                |
| Dan Morgan         |                       |
| Joey Sacks         |                       |
| Salvatore Rasa     | Harry A. Kagan        |
| Jeff Howard        | Joe Ferone            |
| Ellen O'Mara       | Alice Blake           |
| Jose Rodriguez     | Jose Rodriguez        |
| John Fantauzzi     | Eddie Williams        |